# Robert Emmett Keane
Robert Emmett Keane (4 de marzo de 1883 – 2 de julio de 1981) fue un actor estadounidense que trabajó en cine y en teatro.

## Biografía
Keane empezó a trabajar en la década de 1910, su primera aparición en Broadway fue en The Passing Show of 1914. Continuó trabajando en el teatro durante la década de 1930, haciendo apariciones en obras en Londres y en Nueva York. Su carrera cinematográfica comenzó en 1930, y durante 24 años realizó 170 y 200 películas. Durante sus úlimos años en la industria cinematográfica, apareció en varios papeles menores.
Keane se casó dos veces. Su primer matrimonio fue con Muriel Inetta Window, una cantante de ópera, ínterprete de vodevil y artista de Ziegfeld Follies. La pareja se casó en 1916 y se divorciaron en 1920.[cita requerida] Después de haberse divorciado con Window, Keane se casó con la actriz Claire Whitney en 1921, el matrimonio duró hasta la muerte de Claire en 1969. Se retiró en 1958, y murió el 2 de julio de 1981. Fue enterrado en el Forest Lawn Memorial Park ubicado en Los Ángeles, su tumba permanece cerca de su esposa, Claire (aunque su tumba permanece sin nombre).[cita requerida]

## Filmografía
- Captain Thunder  (1930) como Don Miguel
- Laugh and Get Rich  (1931) como Phelps
- Men Call It Love  (1931) como Joe
- Enlighten Thy Daughter  (1934) como Dr. Palmer
- Mad Love  (1935) como Raoul - el borracho (uncredited)
- Brides Are Like That  (1936) como Jones, el joyero
- The Captain's Kid  (1936) como Mister Bridges
- The Big Noise  (1936) como Mr. Aldrich
- Grand Jury  (1936) como Walters (Sin acreditar)
- Freshman Love  (1936) como anunciador (Sin acreditar)
- Beware of Ladies  (1936) como Charles Collins
- Hot Money  (1936) como Profesor Kimberly
- Jailbreak  (1936)
- Down the Stretch  (1936) como Nick
- Panic on the Air  (1936) como Cillani
- Forgotten Faces  (1936) como Fields
- Man of the People (1937)
- Saratoga  (1937)
- Jim Hanvey, Detective  (1937)
- 45 Fathers  (1937)
- A Family Affair  (1937)
- Under Suspicion  (1937)
- Hot Water  (1937)
- Live, Love and Learn  (1937)
- The Devil Is Driving  (1937)
- I Promise to Pay  (1937)
- Boys Town  (1938)
- Too Hot to Handle  (1938)
- Billy the Kid Returns  (1938)
- Arsène Lupin Returns  (1938)
- Born to Be Wild  (1938)
- The Last Express  (1938)
- Meet the Girls  (1938)
- The Chaser  (1938)
- Strange Faces  (1938)
- Confessions of a Nazi Spy  (1939)
- The Adventures of Huckleberry Finn  (1939)
- The Rookie Cop  (1939)
- The Sun Never Sets  (1939)
- 5th Avenue Girl  (1939)
- Streets of New York  (1939)
- Swanee River  (1939)
- Pack Up Your Troubles  (1939)
- Henry Goes Arizona  (1939)
- Outside These Walls  (1939)
- Mr. Smith Goes to Washington  (1939) - Editor (Sin acreditar)
- News Is Made at Night  (1939)
- Pardon Our Nerve  (1939)
- Cafe Society  (1939)
- 6,000 Enemies  (1939)
- Hawaiian Nights  (1939)
- The Spellbinder  (1939)
- One Hour to Live  (1939)
- Little Nellie Kelly  (1940)
- The Border Legion  (1940)
- Lillian Russell  (1940)
- Millionaires in Prison  (1940)
- Tin Pan Alley  (1940)
- The Lone Wolf Meets a Lady  (1940)
- The Saint Takes Over  (1940)
- City of Chance  (1940)
- Double Alibi  (1940)
- I Can't Give You Anything but Love, Baby  (1940)
- Slightly Tempted  (1940)
- The Man Who Wouldn't Talk  (1940)
- Michael Shayne, Private Detective (1940)
- All That Money Can Buy  (1941)
- Blonde Inspiration  (1941)
- The Cowboy and the Blonde  (1941)
- The Devil and Miss Jones  (1941)
- Dr. Kildare's Wedding Day  (1941)
- Hello, Sucker  (1941)
- High Sierra  (1941)
- In the Navy  (1941)
- Men of Boys Town  (1941)
- Pacific Blackout  (1941)
- Three Girls About Town  (1941)
- Mr. and Mrs. Smith  (1941)
- Wild Geese Calling  (1941)
- Michael Shayne, Private Detective  (1941)
- A-Haunting We Will Go  (1942)
- Daring Young Man (1942)
- A Gentleman at Heart  (1942)
- Give Out, Sisters  (1942)
- It Happened in Flatbush  (1942)
- Lady in a Jam  (1942)
- The Lady is Willing  (1942)
- The Man Who Wouldn't Die  (1942)
- My Favorite Blonde  (1942)
- The Night Before the Divorce  (1942)
- Orchestra Wives  (1942)
- Private Buckaroo  (1942)
- Remember Pearl Harbor  (1942)
- Sabotage Squad  (1942)
- This Time for Keeps  (1942)
- The War Against Mrs. Hadley  (1942)
- Young America  (1942)
- Crazy House  (1943)
- The Dancing Masters  (1943)
- The Falcon in Danger  (1943) - Wally Fairchild (Sin acreditar)
- Fired Wife  (1943)
- The Good Fellows  (1943)
- He Hired the Boss  (1943)
- Henry Aldrich Gets Glamour  (1943)
- Jitterbugs  (1943)
- The Meanest Man in the World  (1943)
- Salute for Three  (1943)
- Kansas City Kitty  (1944)
- It Happened Tomorrow  (1944)
- The Impatient Years  (1944)
- Hi, Good Lookin'!  (1944)
- Casanova Brown  (1944)
- The Merry Monahans  (1944)
- Slightly Terrific  (1944)
- Strange Affair  (1944)
- Sweet and Low-Down  (1944)
- Uncertain Glory  (1944)
- The Whistler  (1944)
- Her Lucky Night  (1945)
- Over 21  (1945)
- Patrick the Great  (1945)
- Scared Stiff  (1945)
- Why Girls Leave Home  (1945)
- You Came Along  (1945)
- The Red Dragon  (1946)
- Gentleman Joe Palooka  (1946)
- The Hoodlum Saint  (1946)
- Live Wires  (1946)
- Night Editor  (1946)
- Rainbow Over Texas  (1946)
- The Shadow Returns  (1946)
- The Strange Mr. Gregory (1946)
- Fool's Gold  (1947)
- My Brother Talks to Horses  (1947)
- The Beginning or the End  (1947)
- Fear in the Night  (1947)
- The Foxes of Harrow  (1947)
- Her Husband's Affairs  (1947)
- I Wonder Who's Kissing Her Now?  (1947)
- The Millerson Case  (1947)
- Millie's Daughter (1947)
- News Hounds  (1947)
- Sport of Kings (1947)
- Undercover Maisie  (1947)
- Angels' Alley  (1948)
- Big City  (1948)
- The Bride Goes Wild (1948)
- A Double Life  (1948)
- The Gentleman from Nowhere  (1948)
- I Surrender Dear  (1948)
- Out of the Storm  (1948)
- The Timber Trail  (1948)
- When My Baby Smiles at Me  (1948)
- Incident (1949)
- The Crime Doctor's Diary  (1949)
- Everybody Does It  (1949)
- Follow Me Quietly  (1949)
- Frontier Investigator  (1949)
- Henry, the Rainmaker  (1949)
- Navajo Trail Raiders  (1949)
- Susanna Pass  (1949)
- The Sickle or the Cross  (1949)
- Jolson Sings Again  (1950)
- Mary Ryan, Detective  (1950)
- There's a Girl in My Heart  (1950)
- Blondie's Hero  (1950)
- Father Makes Good  (1950)
- The Good Humor Man  (1950)
- Hills of Oklahoma  (1950)
- A Life of Her Own  (1950)
- Please Believe Me  (1950)
- The Toast of New Orleans  (1950)
- The Atomic Kid  (1954)
- When Gangland Strikes  (1956)